# Gościniec (Makoszyn)
Gościniec – część wsi Makoszyn w Polsce, położona w województwie świętokrzyskim, w powiecie kieleckim, w gminie Bieliny.
W latach 1975–1998 Gościniec administracyjnie należał do województwa kieleckiego.